# April March
 (mai 2019).
Pour les articles homonymes, voir March et Blake.
April March (de son vrai nom Elinor Blake), née le 20 avril 1965 à San-Francisco en Californie, est une chanteuse américaine qui chante en anglais et en français.

## Biographie
Elle travaille tout d'abord dans le dessin animé, notamment pour le Pee-Wee's Herman (1984).  En 1987, elle forme le trio féminin Pussywillows (un album, Spring fever). En 1991, elle forme le groupe Shitbirds, puis commence à enregistrer sous son actuel nom d'April March. Passionnée de culture française, elle sort, en 1995 un premier album nommé Gainsbourgsion!, composé de reprises de chansons composées par Serge Gainsbourg. En 1995, « Shitbirds Famous recording artists » sort son premier album puis se sépare. Sa reprise de Laisse tomber les filles (Chick Habit) est au générique de fin du film de Quentin Tarantino, Boulevard de la mort (Death Proof), dans ses versions américaine et française, ainsi qu'au générique de début du film But I'm a Cheerleader.
April March chante des chansons yéyés, notamment des reprises de succès de France Gall, et a depuis évolué vers une forme plus contemporaine ou en tout cas moins référentielle, avec la complicité de Bertrand Burgalat. Elle est mariée en juin 2009 à Cleveland Ohio à Warren Zanes, musicien et ancien vice-président de l'Éducation au Rock and Roll Hall of Fame de Los Angeles et a deux fils.} Elle vit entre Paris et Cleveland, elle parle couramment le français.[réf. nécessaire]